# Apamea shibuyae
Apamea shibuyae là một loài bướm đêm trong họ Noctuidae.